# Hedychium horsfieldii
Hedychium horsfieldii là một loài thực vật có hoa trong họ Gừng. Loài này được R.Br. ex Wall. mô tả khoa học đầu tiên năm 1853.

## Hình ảnh

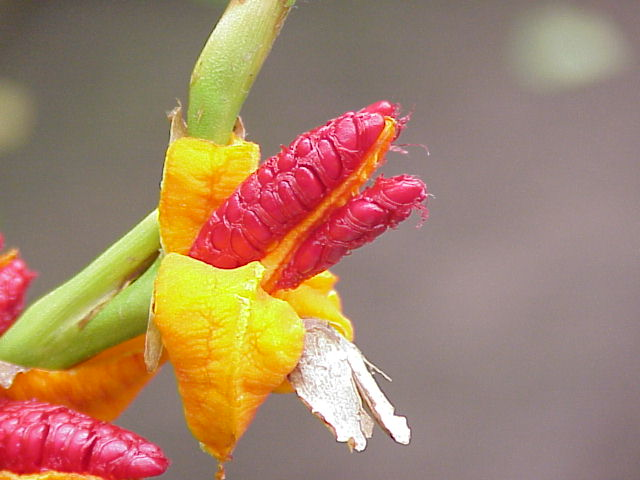
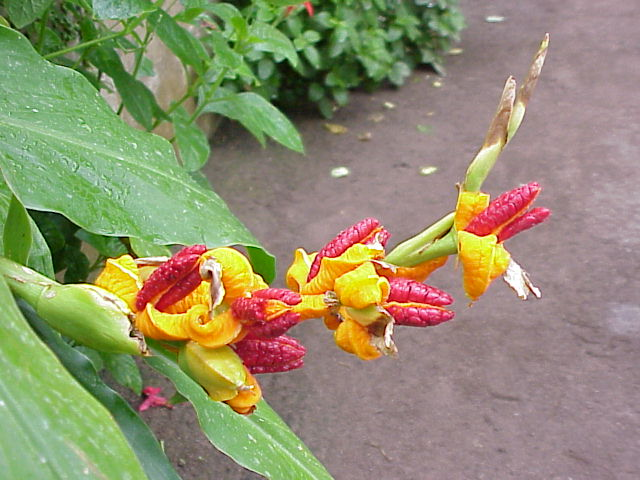
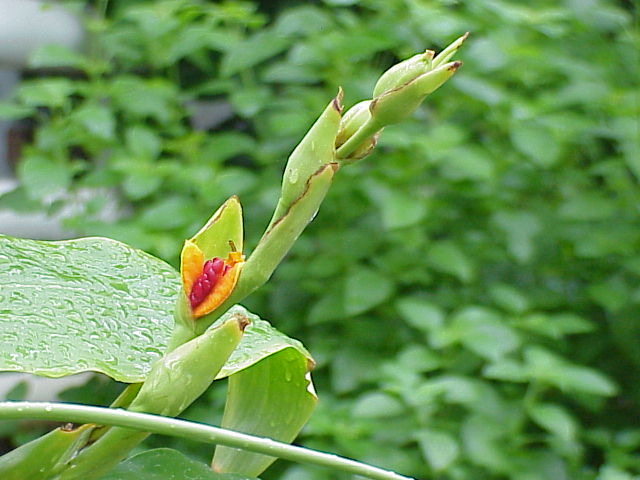
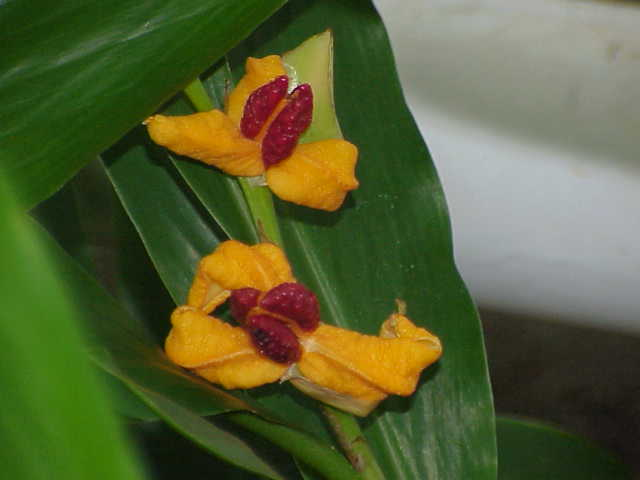